# Belisario (nombre)
Belisario es un nombre propio masculino de origen griego en su variante en español. Mayoritariamente se entiende que deriva del griego antiguo Βελισάριος (Belisários), compuesto de belos (βέλος) y áreos (Ἀρεος), que significa "dardo de Ares". Otra hipótesis, ahora en desuso, señalaba los términos eslavos beli ("blanco") y tzar ("príncipe"), resultando en "príncipe blanco". 
Belisario fue un célebre general bizantino.

## Variantes
- Femenino: Belisaria.

### Variantes en otros idiomas
| Variantes en otras lenguas | Variantes en otras lenguas |
| -------------------------- | -------------------------- |
| Español                    | Belisario                  |
| Alemán                     | Belisar                    |
| Búlgaro                    | Велизарий (Velizarij)      |
| Catalán                    | Belisari                   |
| Checo                      | Belisar                    |
| Croata                     | Belizar                    |
| Danés                      | Belisar                    |
| Francés                    | Bélisaire                  |
| Gallego                    | Belisario                  |
| Griego                     | Βελισάριος (Belisários)    |
| Húngaro                    | Belizár                    |
| Inglés                     | Belisarius                 |
| Italiano                   | Belisario                  |
| Latín                      | Belisarius                 |
| Lituano                    | Belisarijus                |
| Neerlandés                 | Belisarius                 |
| Noruego                    | Belisarius                 |
| Polaco                     | Belizariusz                |
| Portugués                  | Belisário                  |
| Rumano                     | Belisarie                  |
| Ruso                       | Велизарий (Velizarij)      |
| Serbio                     | Велизар (Velizar)          |
| Siciliano                  | Belisariu                  |
| Sueco                      | Belisarius                 |

## Personajes célebres
- Belisario Betancur, abogado, literato y político conservador colombiano, que ocupó la presidencia de Colombia de 1982 a 1986.
- Belisario Domínguez Palencia, médico y político mexicano.
- Belisario Porras, presidente panameño.
- Belisario Prats, político chileno.
- Belisario C. Ruiz, militar mexicano.
- Belisario Solano, abogado periodista costarricense.
- Belisario Suárez, militar peruano.
- Belisario Velasco, político chileno.
- Belisario Roldán, dramaturgo, poeta y político argentino.
- Belisario, general y político bizantino